# Spiskie Włochy

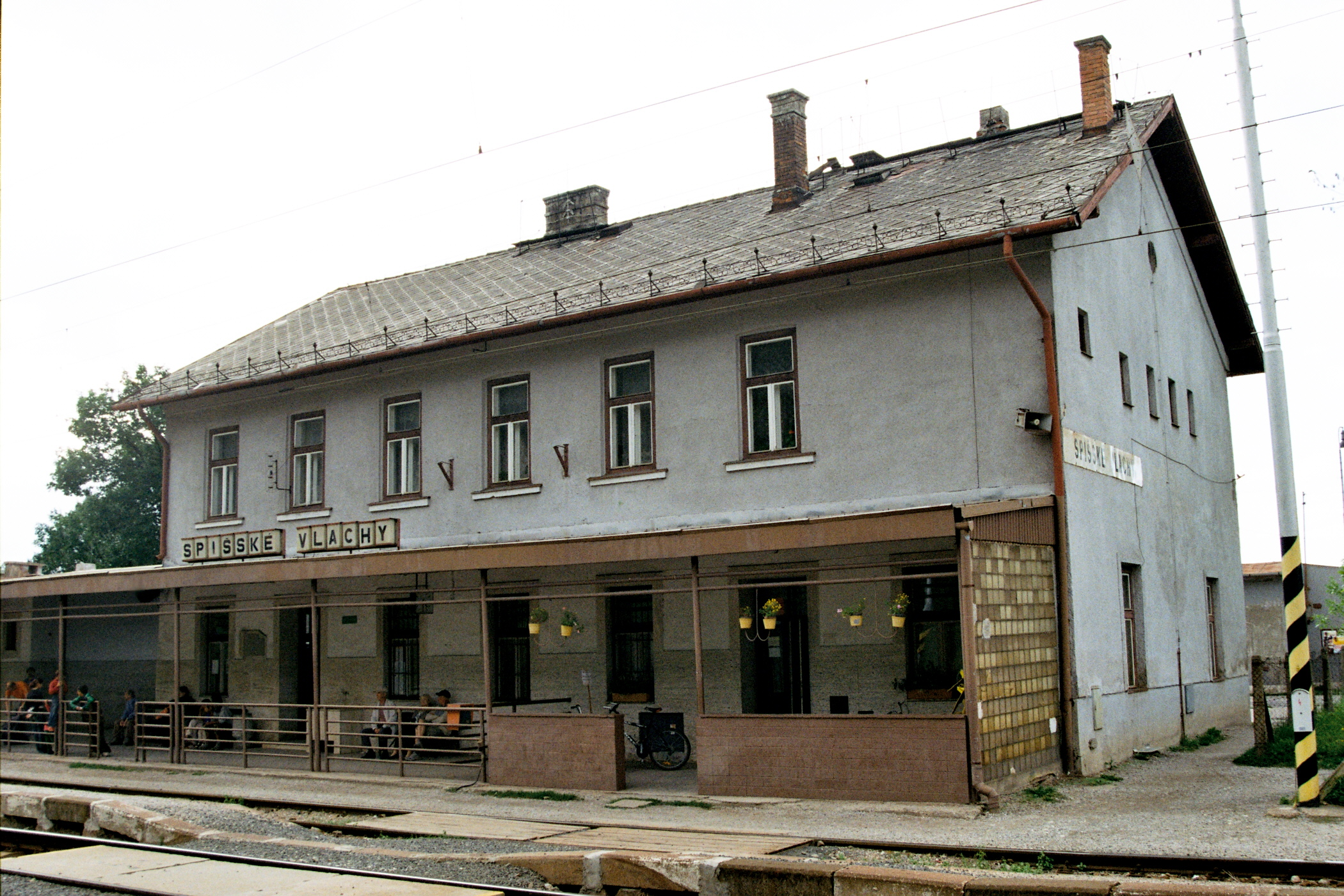
Spišské Vlachy – stacja kolejowa

Spiskie Włochy (też Włachy, słow. Spišské Vlachy, niem. Wallendorf, węg. Szepesolaszi, łac. Latina villa) – miasto we wschodniej Słowacji, w kraju koszyckim w powiecie Spiska Nowa Wieś; liczy 3610 mieszkańców (2011).

## Historia
Rejon miasta od X wieku do I połowy XI w. znajdował się w granicach Polski, zapewne na terenie kasztelanii spiskiej wzmiankowanej w dokumentach polskich i węgierskich. Później, w II połowie XI wieku obszar ten zajęli Węgrzy. Miejscowość ta wzmiankowana jest po raz pierwszy w 1243 w dokumencie króla węgierskiego Beli IV. Nazwa miejscowości związana jest z działalnością Walonów z pogranicza Belgii i Francji, a nie jak często mylnie się sądzi Wołochów.
Od 1412 miasto z okolicą weszło w skład tzw. zastawu spiskiego, zostało włączone do Polski i stało się częścią starostwa spiskiego. W 1769 na teren ten wkroczyli Austriacy, polskie starostwo spiskie zostało zlikwidowane a miasto włączono w skład nowo utworzonej prowincji 16 spiskich miast (Provinz der 16 Zipser Städte ) z ograniczoną autonomią, którą zlikwidowano w 1876.
Największy rozkwit miejscowość przeżywała, gdy znajdowała się pod władaniem Polski, między XVI a XVIII wiekiem. Była wtedy silnym ośrodkiem wydobycia i wytopu miedzi. Jak we wszystkich miastach spiskich ludność była wielokulturowa – mieszkali tutaj Niemcy, Polacy, Węgrzy i Słowacy.
W drugiej połowie XIX wieku przez Spišské Vlachy poprowadzono kolej z Bogumina do Koszyc (Kolej Koszycko-Bogumińska / k.k.priv. Kaschau-Oderberger Eisenbahn / cs. és kir.szab. Kassa-Oderbergi Vasút / Košicko-bohumínska železnica). Wtedy jednak miasto chyliło się powoli ku upadkowi, czego dowodem jest odebranie praw miejskich w 1923. Ponownie przyznano je dopiero w niepodległej Słowacji, w roku 1992.

## Zabytki
- Gotycki rynek z kamieniczkami i ratuszem – pierwotnie gotyckim, później po kilku pożarach wielokrotnie przebudowanym. Wieżę ratuszową wieńczy cebulasty hełm.
- Kościół św. Jana, pierwotnie romański, odnowiony w 1434 w stylu gotyckim. W środku znajduje się XV-wieczna chrzcielnica oraz krucyfiks z pracowni Mistrza Pawła w Lewoczy.
- Barokowo-klasycystyczny kościół ewangelicki, postawiony w XVIII wieku w miejscu dawnej, drewnianej świątyni. Wnętrze jest częściowo neoklasycystyczne.
- Barokowy słup maryjny z 1728; renowacja w 1873.

## Stosunki demograficzne
Rozwój demograficzny od 1880:
| Rok  | Liczba mieszkańców | Liczba domów |
| ---- | ------------------ | ------------ |
| 1880 | 2477               | 461          |
| 1890 | 2338               | 431          |
| 1900 | 2666               | 464          |
| 1910 | 2413               | 460          |
| 1921 | 2424               | 469          |
| 1930 | 2578               | 499          |
| 1950 | 2874               | 551          |
| 1961 | 3391               | 627          |
| 1970 | 3613               | 761          |
| 1980 | 3513               | 818          |
| 1991 | 3368               | 788          |
| 2004 | 3550               | ???          |

Znaczna większość, bo 89% deklaruje wyznanie katolickie. W nielicznych przypadkach wymieniano wyznanie prawosławne, greckokatolickie i ewangelickie. Ponad 100 osób nie zadeklarowało żadnego.
Jeśli chodzi o narodowość, to ponad 97% określiło się jako Słowacy, 1,5% jako Romowie, są też pojedyncze osoby deklarujące się jako Czesi, Rusini, Ukraińcy i Węgrzy.

## Kluby sportowe
- MŠK Tatran Spišské Vlachy – piłka nożna, słowacka V liga.